# Nicolás Zrínyi

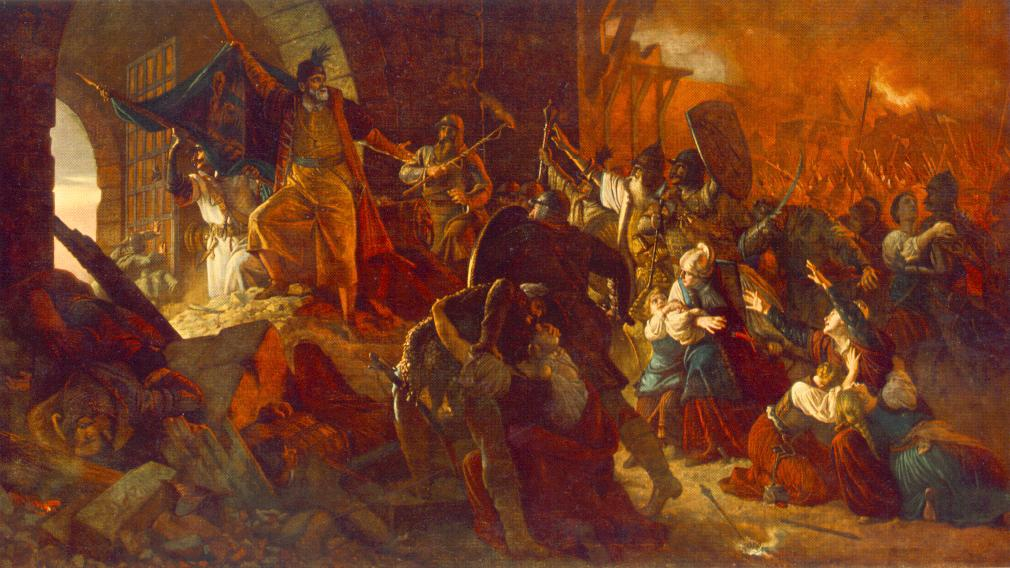
El Conde Nicolás Zrínyi (o Zrinski) en el sitio de Szigetvár (1566). Obra de Bertalan Székely.

El Conde Nicolás Zrínyi (en croata: Nikola Šubić Zrinski; en húngaro: Zrínyi Miklós) (1508 – 8 de septiembre de 1566) fue un noble de origen croata que sirvió a la monarquía de los Habsburgo. Descendía del linaje croata de los Šubić, que desde 1347 se llamaban condes de Zerin (por el castillo actual de Zrin).

## Biografía
Se distinguió en el sitio de Viena en 1529. El general Kazianer del emperador Fernando I de Habsburgo, acusado de haber cometido alta traición, se había fugado al castillo de Kostajnica e intentó convencer a Nicolás y su hermano Juan de que se pasaran también al bando otomano, pero Nicolás le mató el 27 de octubre de 1539. En 1542 salvó de la derrota al ejército imperial en Pest cuando acudió en su socorro con 400 croatas. Ese mismo año fue nombrado ban de Croacia y Eslavonia. En reconocimiento a los servicios prestados, Fernando I le otorgó el condado de Međimurje al norte de Croacia con el castillo de Čakovec.
En 1543 se casó con Katarina Frankopan, hija de un ban de Croacia, con la que tuvo muchos hijos, entre ellos su sucesor Juraj Zrinski. En tal año venció a los turcos en la batalla de Somlyó. En 1556 logró que los otomanos pusieran fin al asedio de Szigetvár atacando la ciudad de Babócsa junto con Tomás Nádasdy. En 1561 fue ascendido a Tesorero real y dos años más tarde a comandante supremo de las tropas imperiales estacionadas en la orilla derecha del Danubio.
Al fallecer su primera mujer, se casó en 1564 con Eva von Rosenberg, de la que nació su hijo Juan Zrinski de Seryn. Poco después de la boda tuvo que dirigirse al sur, donde derrotó a los turcos en Segesd. Tras la muerte del emperador Fernando I, aconsejó a su sucesor, Maximiliano II, que dejara de pagar tributos al Imperio otomano, por lo que el sultán Solimán el Magnífico quiso castigarle y el 6 de agosto de 1566 comenzó el sitio de Szigetvár. En la noche del 5 al 6 de septiembre murió el sultán por achaques de la edad, pero Zrínyi no pudo sacar provecho de dicho acontecimiento. El 8 de septiembre hizo una salida con los soldados que le quedaban, pero cayeron casi todos los defensores. Herido de gravedad, Zrínyi fue hecho prisionero y decapitado. Los turcos pusieron su cabeza sobre una pica que colocaron dentro de su campamento y luego la enviaron a los Imperiales, que la enterraron en el convento de Santa Elena en Senkovec junto a Čakovec.
A Zrínyi se le considera héroe nacional en Croacia y Hungría. En el centro de Zagreb hay un parque que lleva su nombre.